# Karang Pule
Karang Pule is een bestuurslaag in het regentschap Mataram van de provincie West-Nusa Tenggara, Indonesië. Karang Pule telt 11.989 inwoners (volkstelling 2010).